# Порэльхэтылькы
Порэльхэтылькы; Порякэтылькы (Карсавинская) (устар. Порэль-Хэтыль-Кы) — река в России, протекает по территории Ямало-Ненецкого автономного округа. Устье реки находится в 11 км по левому берегу реки Худосей. Длина реки составляет 63 км.

## Данные водного реестра
По данным государственного водного реестра России относится к Нижнеобскому бассейновому округу, водохозяйственный участок реки — Таз, речной подбассейн реки — подбассейн отсутствует. Речной бассейн реки — Таз.
Код объекта в государственном водном реестре — 15050000112115300069398.